# Kuchnia francuska

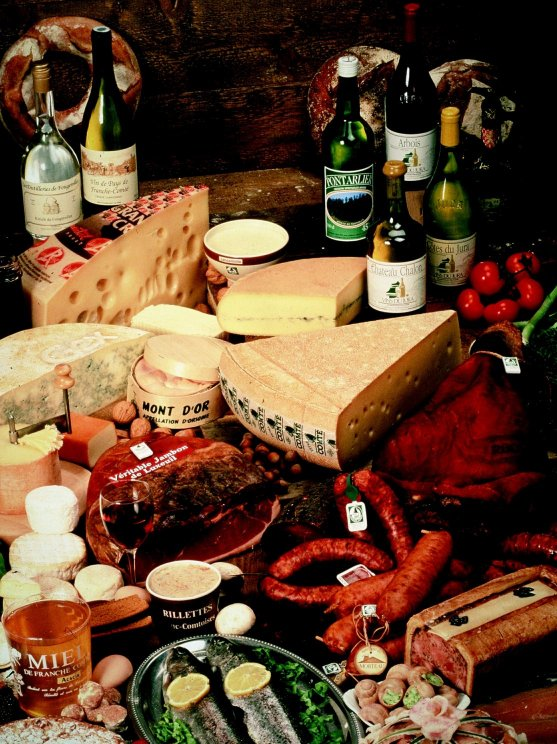

Kuchnia francuska – narodowa kuchnia Francuzów, na którą składają się bardzo odmienne tradycje regionalne różnych historycznych krain wchodzących w skład Francji. Przez stulecia wywierała istotny wpływ na kuchnie innych krajów, zwłaszcza zachodnioeuropejskich.
W powszechnym odbiorze najczęściej w uproszczeniu kojarzona jest z żabimi udkami, ślimakami, bagietką, serami i winem. Trudno mówić o jej ogólnym charakterze i jednolitości. Oprócz znacznych różnic między poszczególnymi regionami, wyróżnić w niej też można tzw. haute cuisine („kuchnię wyższą”) obejmującą drogie, tradycyjne dania i ekskluzywne potrawy oraz nouvelle cuisine („kuchnię nową”), która powstała jako przeciwstawność pierwszej i opiera się na lekkich, zdrowych i krótko przyrządzanych daniach.
Pierwszym zbiorem francuskich przepisów była książka Le Viandier, napisana w XIV wieku przez Guillaume'a Tirela.

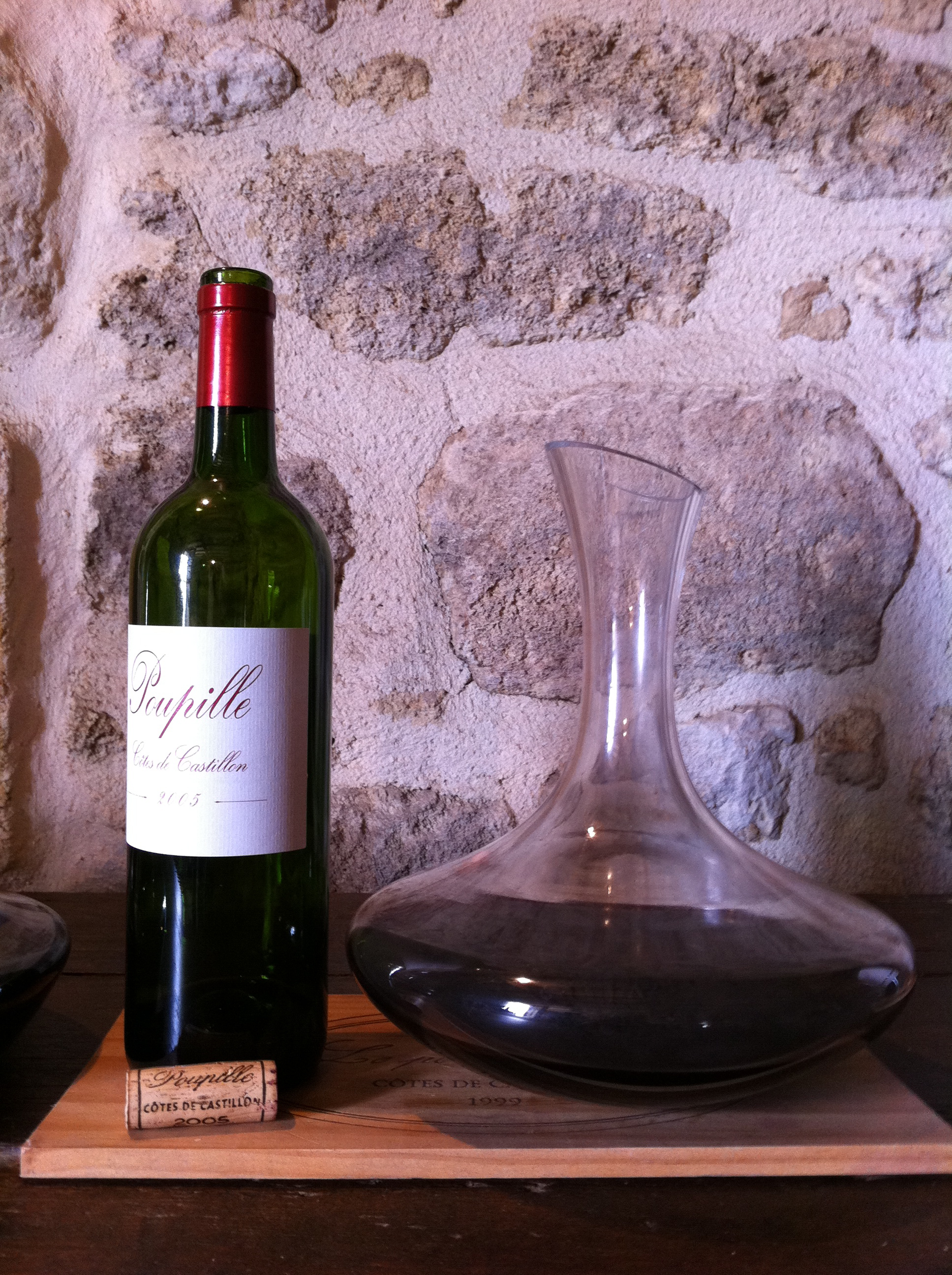

## Posiłki
We Francji spożywane są trzy główne posiłki w ciągu dnia:
- śniadanie (petit déjeuner) – składa się zazwyczaj z bagietki lub croissanta (rogalika) z dżemem lub masłem oraz kawy lub czekolady, które podawane są w małych miseczkach, by dzięki temu móc w nich zamaczać bagietkę. Coraz częściej podczas śniadania pije się także sok pomarańczowy.
- obiad (déjeuner) – spożywany między południem a godziną 14. Jest posiłkiem obfitym, kilkudaniowym: najpierw podawane są przystawki (entrée), potem danie główne, sery, deser i kawa. W przeciwieństwie do polskich zwyczajów, we Francji zupy nie stanowią nieodłącznego elementu obiadu i nie spożywa się ich zbyt często.
- kolacja (dîner) – spożywana jest dość późno – między 20 a 22 i trwa zazwyczaj dość długo. Podawane są dania na ciepło.

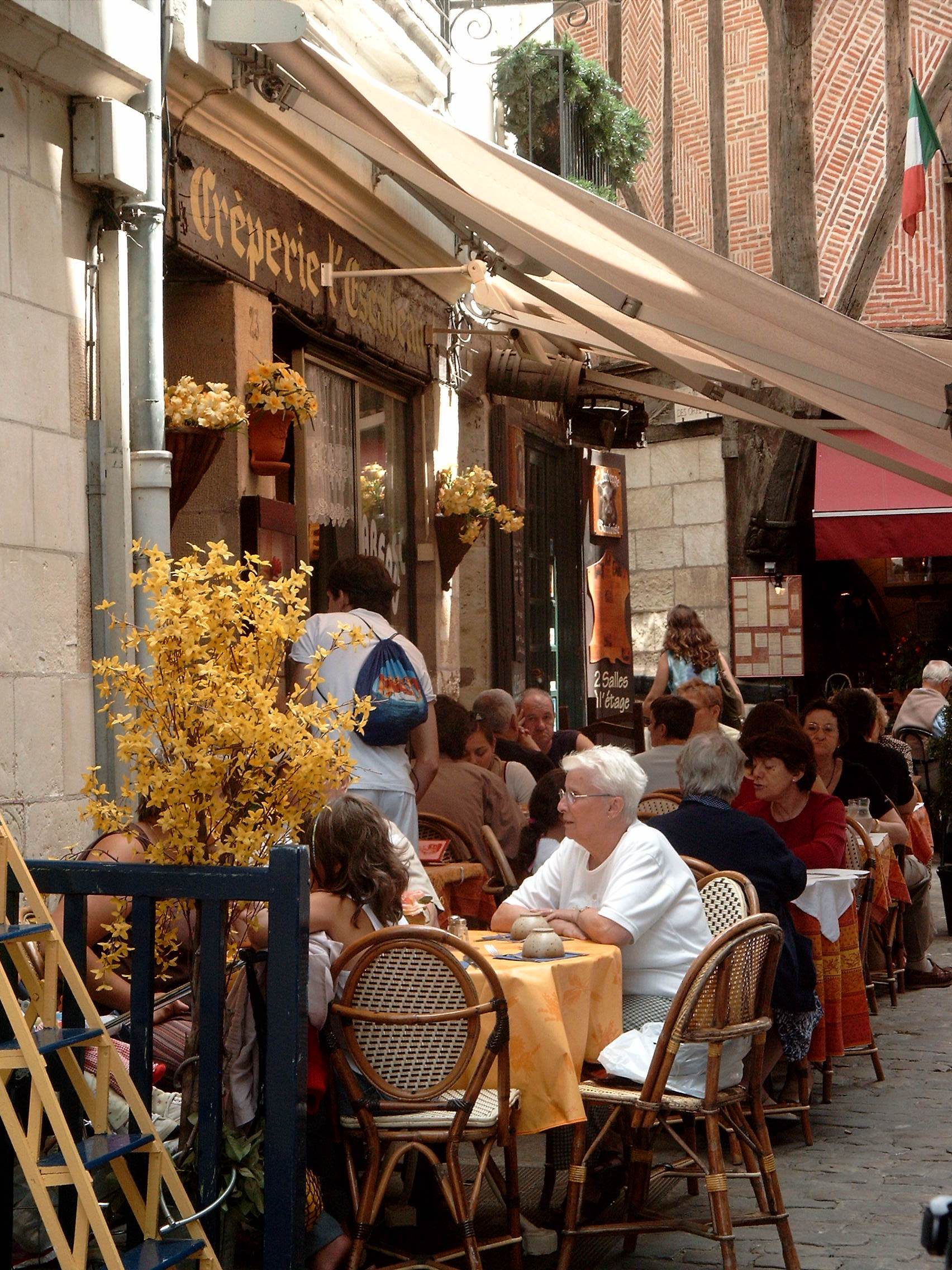
Crêperie L’Escabeau w Tours

Podczas posiłków zawsze pije się wodę, nalewaną prosto z kranu, a do obiadu także wino, które ostatnio coraz częściej bywa zastępowane piwem.
Francuzi uważają, że każdy posiłek trzeba zakończyć kawałkiem sera. Odnośnie do deseru tradycyjnymi przysmakami są np. kremy brûlée, tarta jabłkowa, tarta Tatin i wiele więcej.

## Restauracje

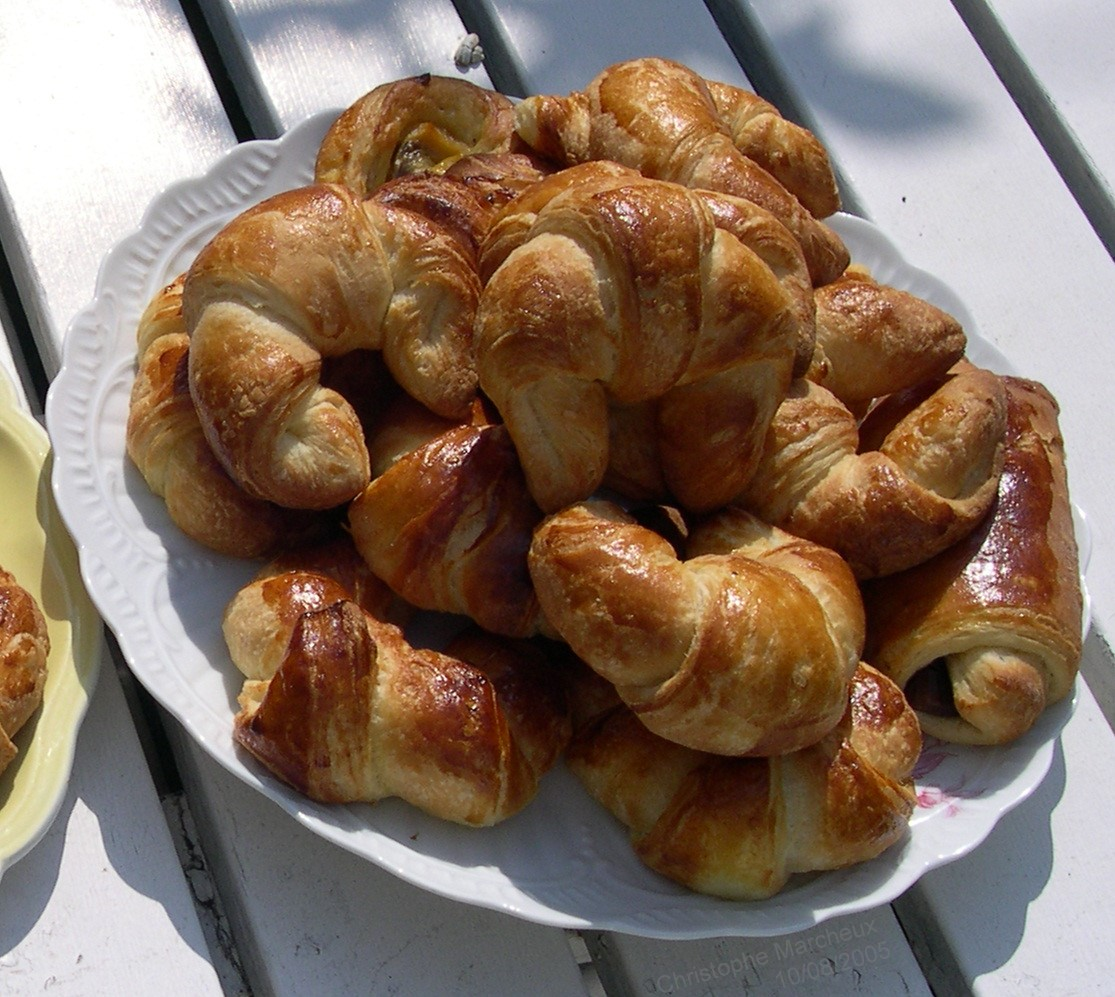
Talerz z croissantami

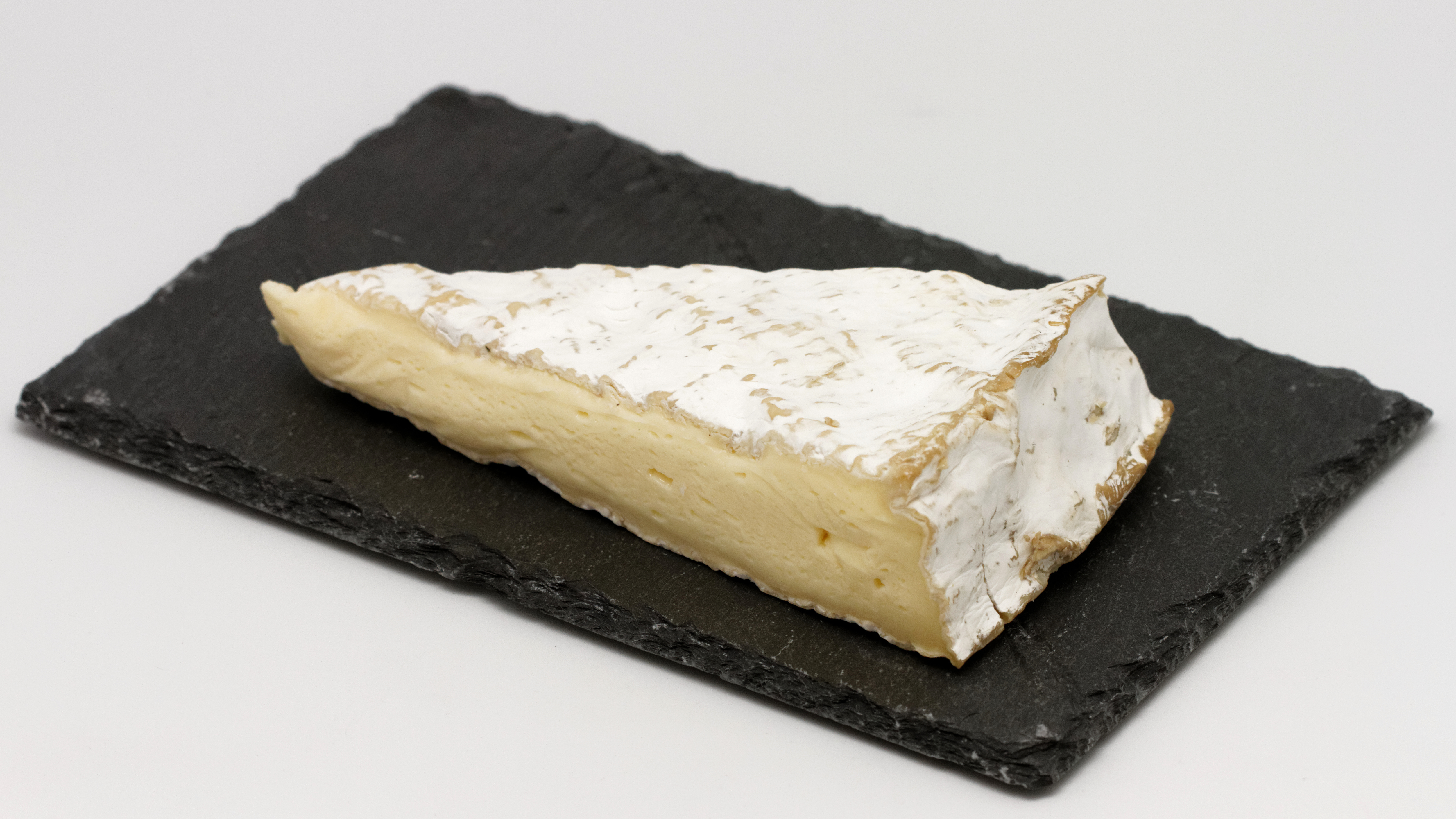
Brie

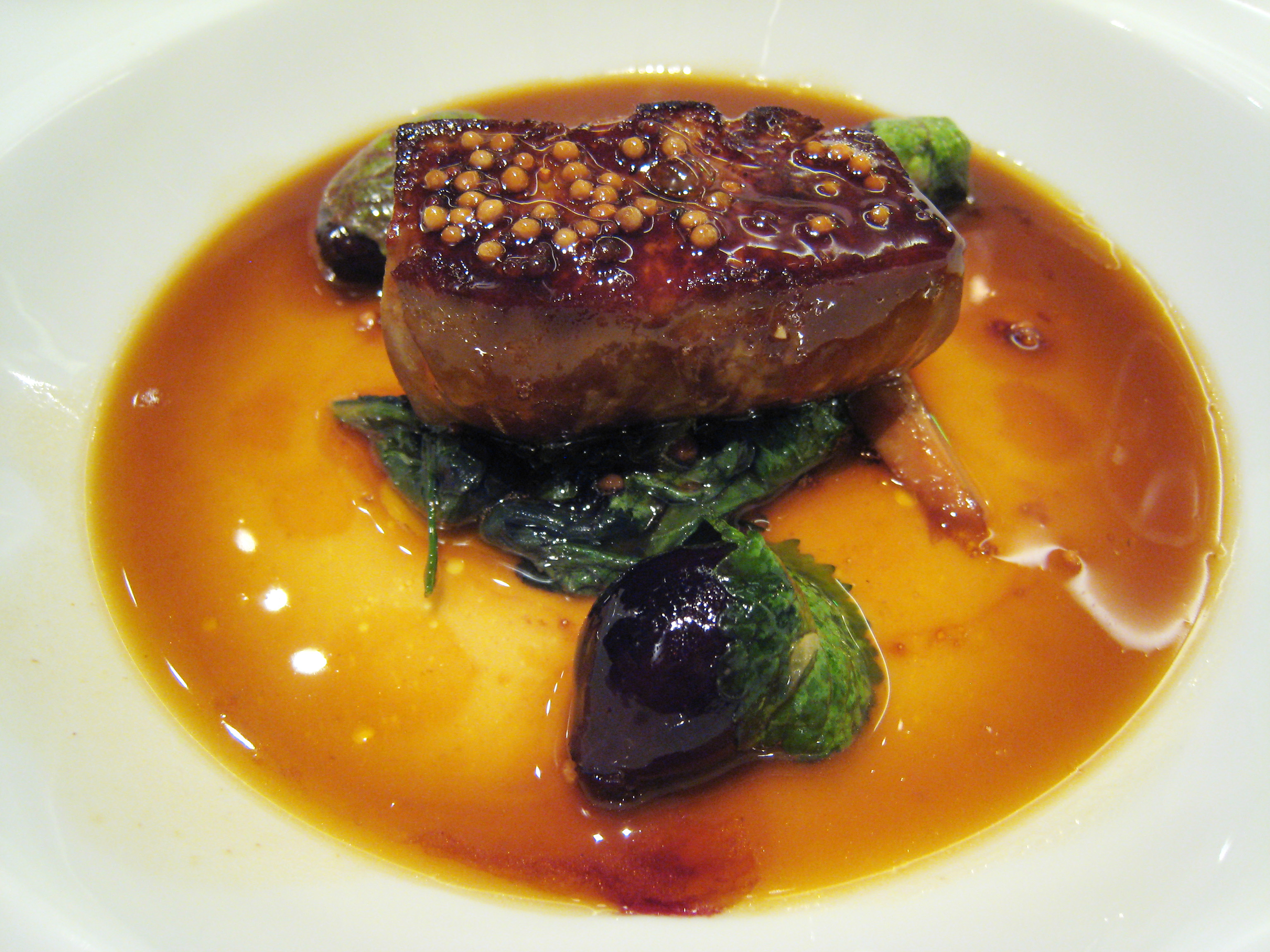
Foie gras

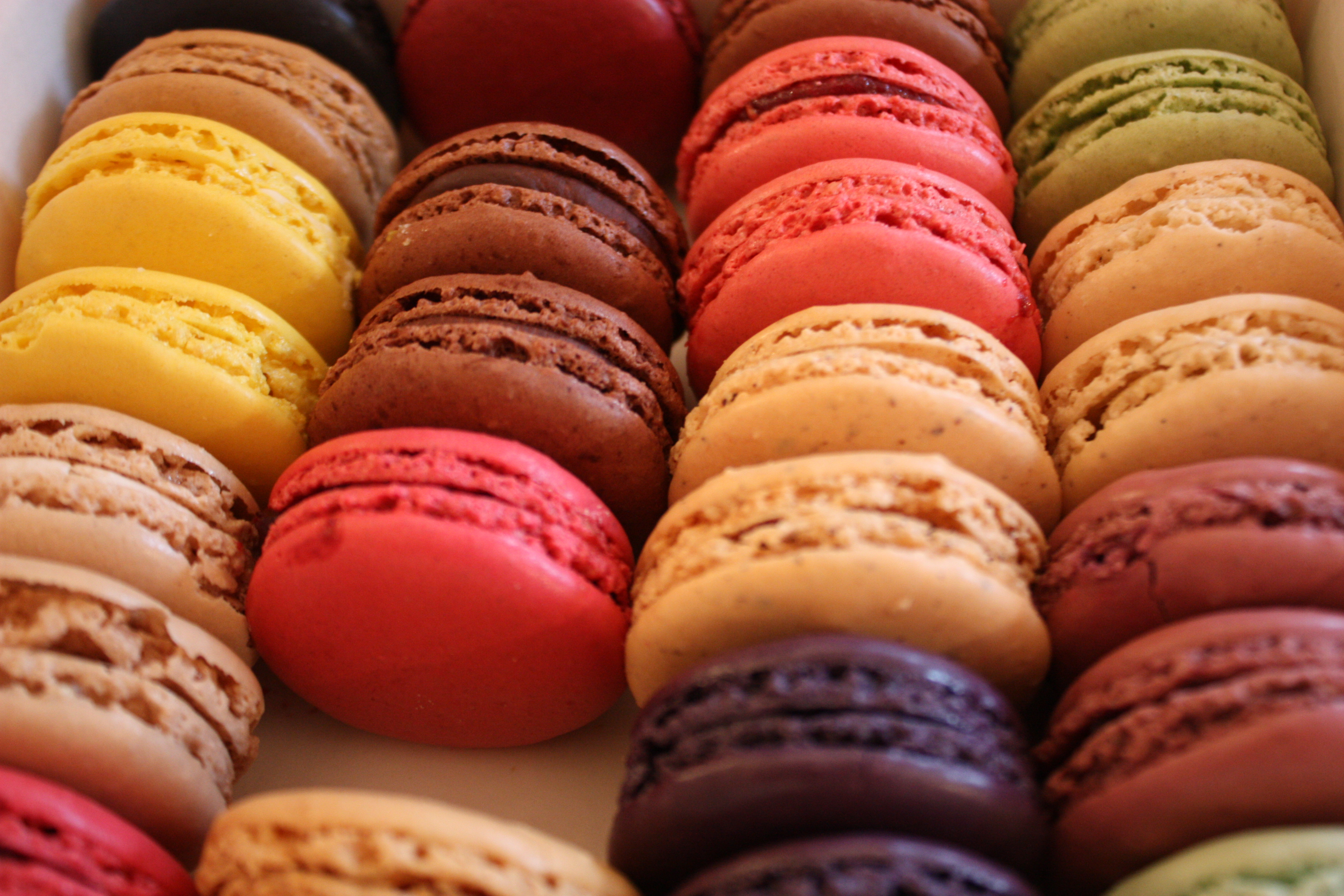
Makaroniki

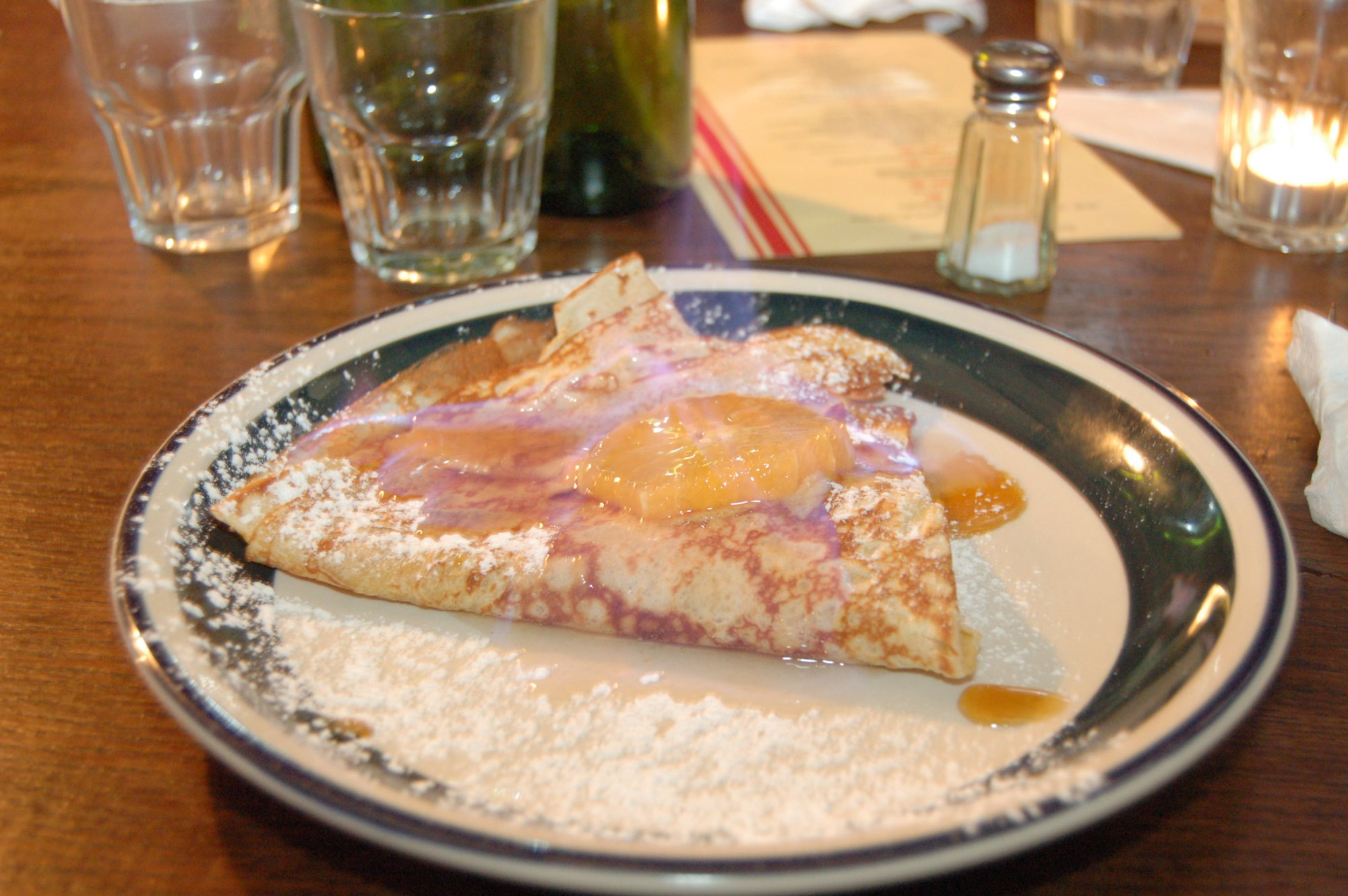
Crêpe

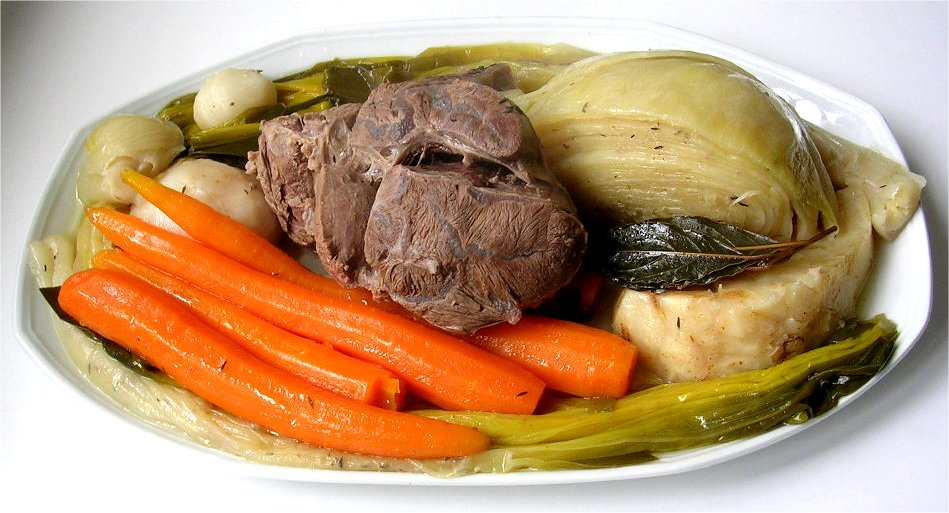
Pot-au-feu

Liczba restauracji w Paryżu, uważanym za gastronomiczną stolicę Europy, w ostatnich latach gwałtownie zmalała, czego przyczyną jest m.in. skrócenie przerwy obiadowej dla pracowników – z trzech do jednej godziny. Coraz częściej spotykane są także lokale serwujące potrawy kuchni orientalnej, włoskiej albo restauracje typu fast food.
We Francji można spotkać się z następującymi określeniami na różne typy lokali gastronomicznych:
- auberge – gospoda,
- bistrot – nieduża restauracja z ograniczonym wyborem dań, podająca zazwyczaj plat du jour (danie dnia),
- brasserie – pierwotnie oznacza piwiarnię, ale obecnie restauracje tego typu przypominają bardziej kawiarnie i serwują także tradycyjne dania,
- café – kawiarnia serwująca napoje, zwłaszcza kawę oraz czasem lekkie posiłki,
- crêperie – restauracja podająca crêpes (naleśniki) w różnych wariantach,
- restaurant – restauracja serwująca tzw. haute cuisine. Jakość restauracji oceniana jest poprzez odpowiednią liczbę gwiazdek, noży czy widelców, które przyznawane są m.in. przez przewodnik Michelin (Le Guide Michelin),
- routier – zajazd przydrożny.

## Słynne potrawy i produkty

### Sery
Sery produkowane są w ogromnych ilościach, rodzajach (mówi się, że jest ich tyle, ile dni w roku; w rzeczywistości rodzajów serów we Francji jest jeszcze więcej – około 500) i kształtach. Najbardziej popularne to camembert, brie i roquefort.

### Kuchnie regionalne
- Pikardia – jej specjalnością są zupy jarzynowe oraz suflet czosnkowy (flamique à porions); Amiens znane jest z pasztetu z kaczych wątróbek (pâté de canard). Z Pikardii pochodzą takie desery jak krem Chantilly, przyrządzany z mleka, śmietany i cukru, oraz tarta z rabarbarem.
- Alzacja – znana głównie dzięki swym winom, piwu i przyrządzanemu z kiszonej kapusty choucroute; tamtejszą specjalnością jest też ser munster z mleka krowiego.
- Burgundia – najbardziej znana z win (patrz: Wina Burgundii), bœuf bourguignon – wołowiny duszonej w czerwonym winie, musztardy z Dijon oraz ślimaków (escargots).
- Franche-Comté – w masywie gór Jury wytwarzany jest z krowiego mleka znany ser comté.
- Normandia – jako region nadmorski słynie z owoców morza, a zwłaszcza z przegrzebków św. Jakuba (coquilles Saint-Jacques). Stamtąd pochodzi jeden z najbardziej znanych francuskich serów – camembert oraz wytwarzane z jabłek napoje alkoholowe: cydr (cidre) i calvados.
- Bretania – tam również popularne są owoce morza i cydr; poza tym znane są bretońskie naleśniki.
- Dolina Loary (region Centre) – często nazywana ogrodem Francji, bo produkowanych jest tam wiele owoców i warzyw. Specjalnością regionu są kozie sery, rillettes – drobno siekane, smażone mięso oraz jabłkowa tarta Tatin.
- Prowansja – podstawę jej kuchni stanowi oliwa, ryby, owoce i warzywa oraz zioła, w tym powszechnie znane zioła prowansalskie. Do charakterystycznych potraw należy bouillabaisse (zupa rybna), ratatouille (potrawa z duszonych warzyw) oraz soupe au pistou (zupa z bazylią).
- Périgord – kojarzony najczęściej z truflami – najdroższymi grzybami świata.